# Hallen am Borsigturm
De Hallen am Borsigturm is een winkelcentrum in de wijk Reinickendorf in Berlijn in het stadsdeel Tegel. Het ligt aan de Tegeler See, vlak bij de voormalige luchthaven Berlijn-Tegel. Op 25 maart 1999 werd het winkelcentrum in monumentale oude panden geopend. Het heeft een totale oppervlakte van 50.000m² met 115 winkels, kantoren en hotelruimte.

## Geschiedenis
August Borsig legde in 1837 de basis voor het gebied dat anno 2023 bekend staat als het Borsig-gebied in Tegel met de oprichting van zijn machinefabriek bij de Oranienburger Tor. Met de oprichting zou het merendeel van de Duitse stoomlocomotieven een halve eeuw lang voor zowel binnen- en buitenlandse doeleinden worden geproduceerd. Met de ingebruikname van de Pruisische spoorlijn, die een verbinding tot stand bracht tussen Berlijn en Potsdam, breidde het bedrijf zich zeer snel uit en werden er extra productielocaties opgericht. De oprichter van het bedrijf, August Borsig, stierf in 1854. Het bedrijf zou worden overgenomen door zijn enige zoon Albert, maar ook deze overleed in 1878. De toen nog minderjarige zonen Ernst, Arnold en Conrad van Albert Borsig namen vervolgens het bedrijf over.
Als gevolg van een opkomende economische situatie vonden er in de jaren 1890 uitgebreide moderniserings-, rationalisatie- en innovatiemaatregelen plaats om gelijke tred te kunnen houden met andere grote Berlijnse bedrijven zoals Siemens en AEG. In 1896 begon de bouw van de bekende Borsig-fabriek in Tegel. Om de huisvesting van zowel de fabrieksarbeiders als belangrijke voormannen en directeuren te garanderen, bouwde de firma Borsig tegelijkertijd met de bouw van de fabriek een ambtswoning en de arbeiderskolonie Borsigwalde.
Ten tijde van de economische bloei na de Eerste Wereldoorlog breidde de fabriek aanzienlijk uit: er werd een nieuwe ketelsmederij, een nieuwe locomotiefreparatiewerkplaats en de uitbreiding van het oude ketelhuis en de administratietoren gebouwd. Het herkenningspunt van het gebied, de Borsigturm, werd gebouwd tussen 1922 en 1924. Het was het eerste hoogbouwgebouw van Berlijn en het administratieve centrum van het bedrijf Borsig. Tijdens de Tweede Wereldoorlog kenterde de groei.

## Herontwikkeling

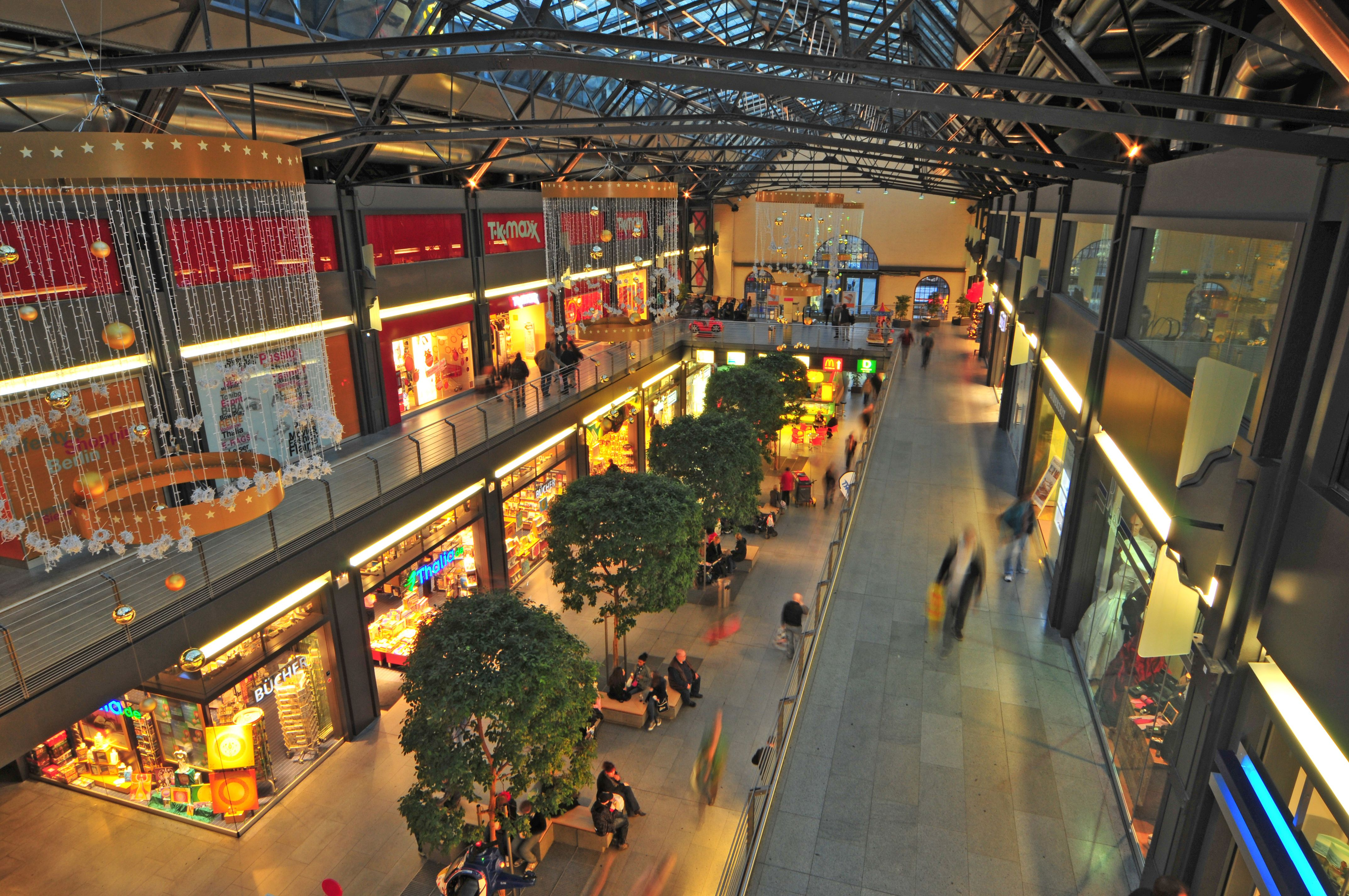
Binnenaanzicht van Hallen am Borsigturm

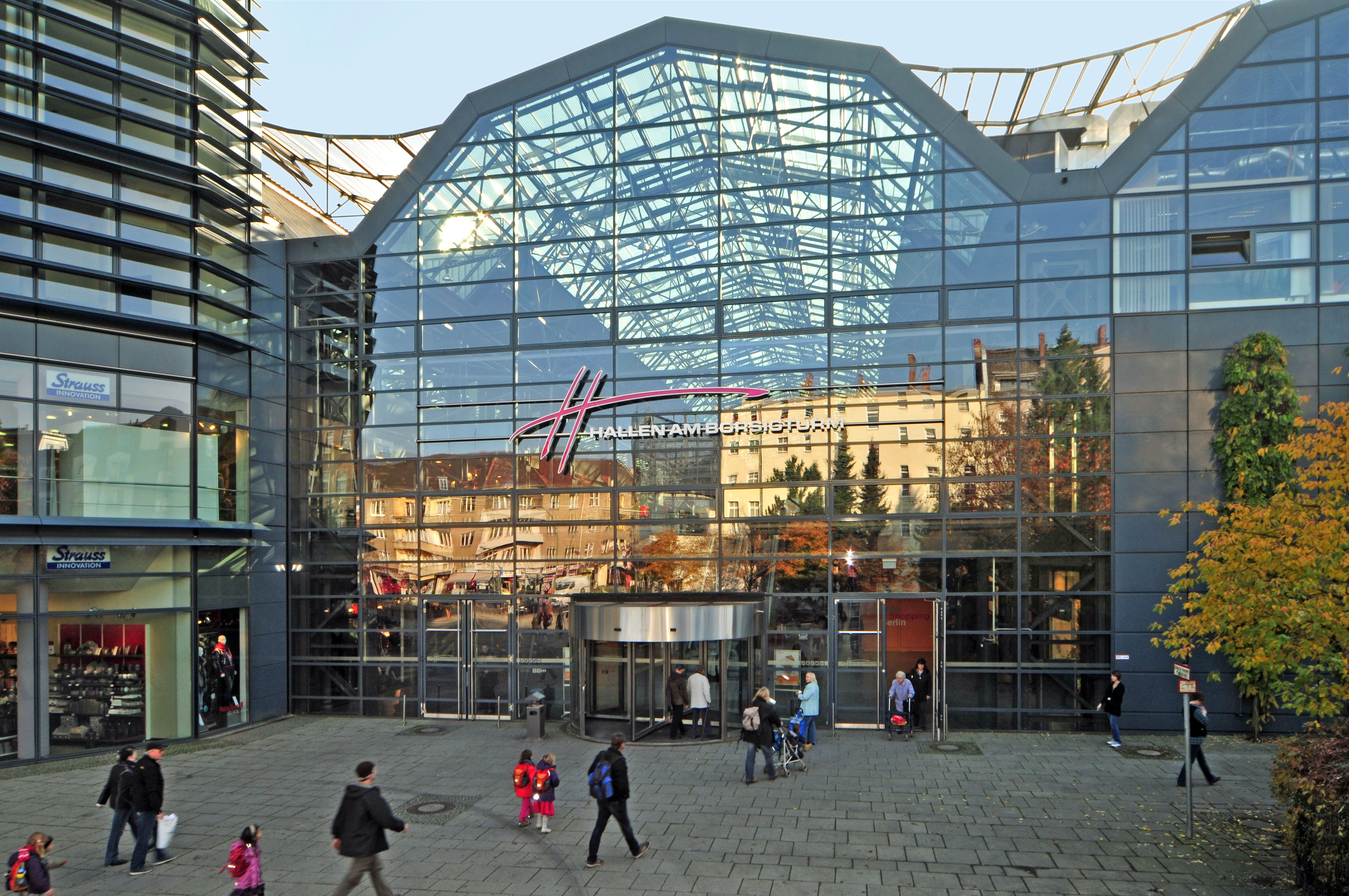
Ingang van Hallen am Borsigturm

De oorspronkelijke metaalverwerking van de Borsig-fabriek op deze locatie werd in de jaren negentig beëindigd. Herlitz bouwde zijn productie- en opslaggebouwen voor zijn papier-, kantoor- en kantoorartikelen op het noordoostelijke deel van de productielocatie.

## Architectuur
In de “Hallen am Borsigturm” zijn het winkelgebied, de recreatievoorzeiningen, de bioscoop, het kantoorgebouw, de parkeergarage en het stedenbouwkundig plan ondergeschikt gemaakt aan het assenstelsel van de oorspronkelijke fabriekshallen. De buitenranden van de gebouwen vormen de voetafdruk van het voormalige industriegebied. Binnen in het centrum doen de delicate stalen dakconstructies van de oude en nieuwe hallen denken aan de historische elementen. Van buitenaf creëert een dakmembraan dat als zonwering fungeert, als een tweede huid een verbinding tussen de gebouwen.

## Voorzieningen

### Detailhandel en recreatie
Het winkelgebied is geïntegreerd in vijf oude fabrieksgebouwen. Vanaf Tegel-Nord wordt de voetgangersstroom via de 'winkelstraat' naar het groene gebied in het zuiden geleid richting Borsigtor en metrostation Borsigwerke. Alle winkels bevinden zich op de begane grond en eerste verdieping. In het midden ligt een foodcourt met talloze restaurants, eetkraampjes, bistro's en cafés verdeeld over drie verdiepingen. De 2e verdieping biedt recreatievoorzieningen en sportruimtes. Ook het centrummanagement is er gevestigd.

### Parkeergarage
De negen verdiepingen tellende, open parkeergarage met 1.600 parkeerplaatsen ligt direct aan het winkelgebied. De parkeerlagen beschikken over acht liften. Het winkelgedeelte is overdekt te bereiken op de begane grond en de 1e en 2e verdieping.

### Kantoorgebouw
Er is een kantoorgebouw van vijf verdiepingen in het deel van het gebouw dat uitkijkt op de Berliner Straße. Op de begane grond en eerste verdieping zijn winkels. Op de verdiepingen daarboven zijn diverse kantoorhuurders gehuisvest.

### Bioscoop
Er is ook een bioscoop in de “Hallen am Borsigturm” in het zuidwestelijke deel. Het bevat negen bioscoopzalen en biedt plaats aan 2.400 personen.